# Manavgat-vízesés
A Manavgat-vízesés (törökül: Manavgat Şelalesi) egy vízesés, amely a Manavgat folyó folyásában található, Side város közelében, Manavgat városától 3 km-re északra, Törökországban. Amikor a folyó széles területen halad, akkor a vízesés alacsony magasságból esik alá. A vízesés fehér, habzó vize erőteljesen folyik át a sziklákon, a közelében termékeny kertek kínálnak kellemes pihenőhelyet.
Az Oymapinar-gát a folyótól 12 km-re északra található. Áradások során a Manavgat-vízesés eltűnhet a magas víz alatt.

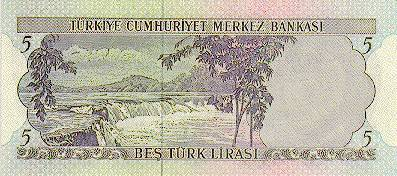
Az 5 lírás bankjegy (1968-1983)

A vízesés az 1968 és 1983 között kibocsátott 5 lírás bankjegy hátoldalán volt látható.
2019 júliusában az MSN internetes portál felvette Manavgatot a legszebb vízesések listájára, amelyeket érdemes meglátogatni. A környező strandok és üdülőhelyek évente több százezer helyi és külföldi turistát vonzanak. Az utóbbi időben különösen a Manavgat folyó és vízesés szenvedett a turisták beáramlásától és a kapcsolódó környezeti problémáktól.

## Képgaléria

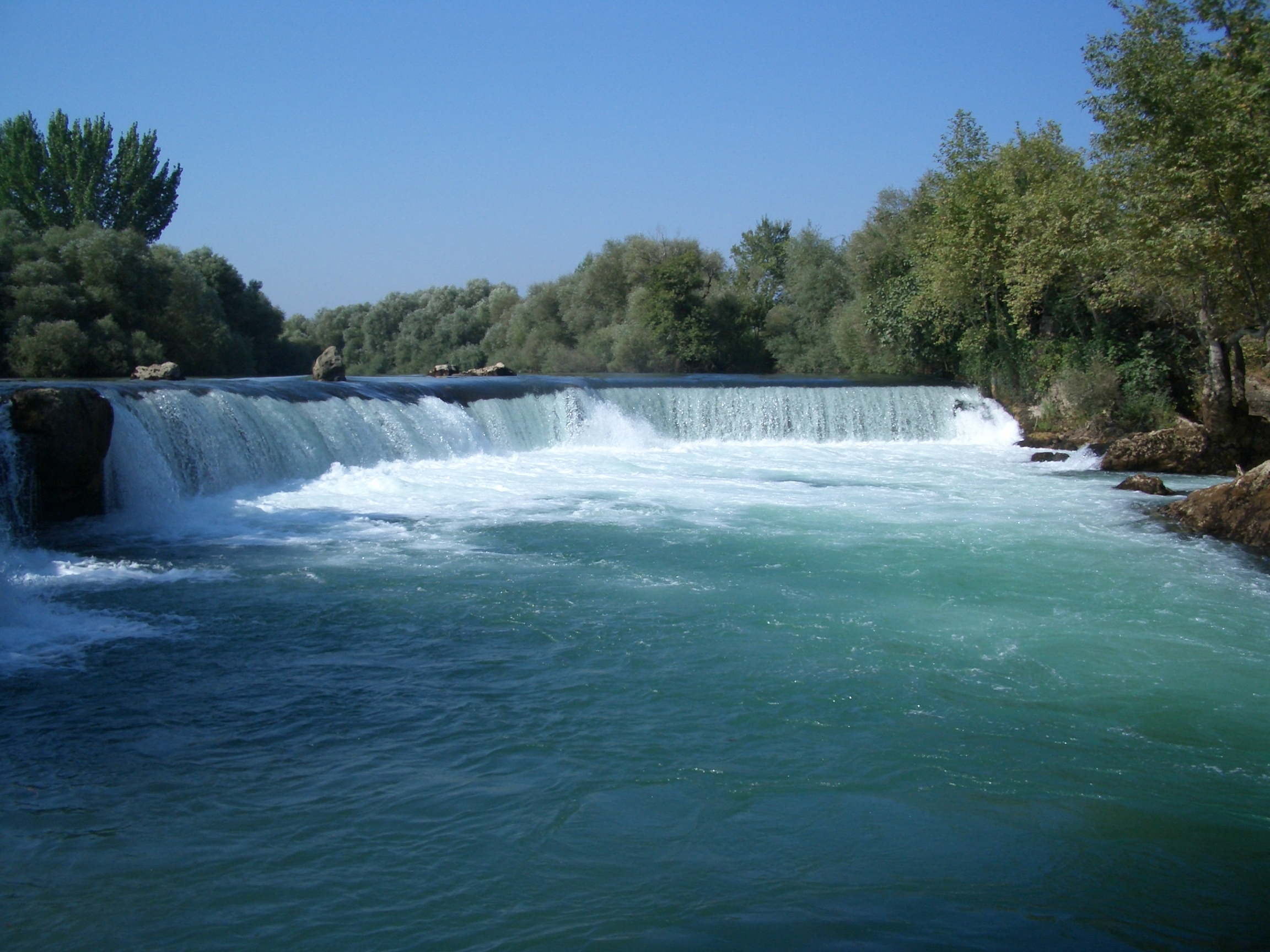
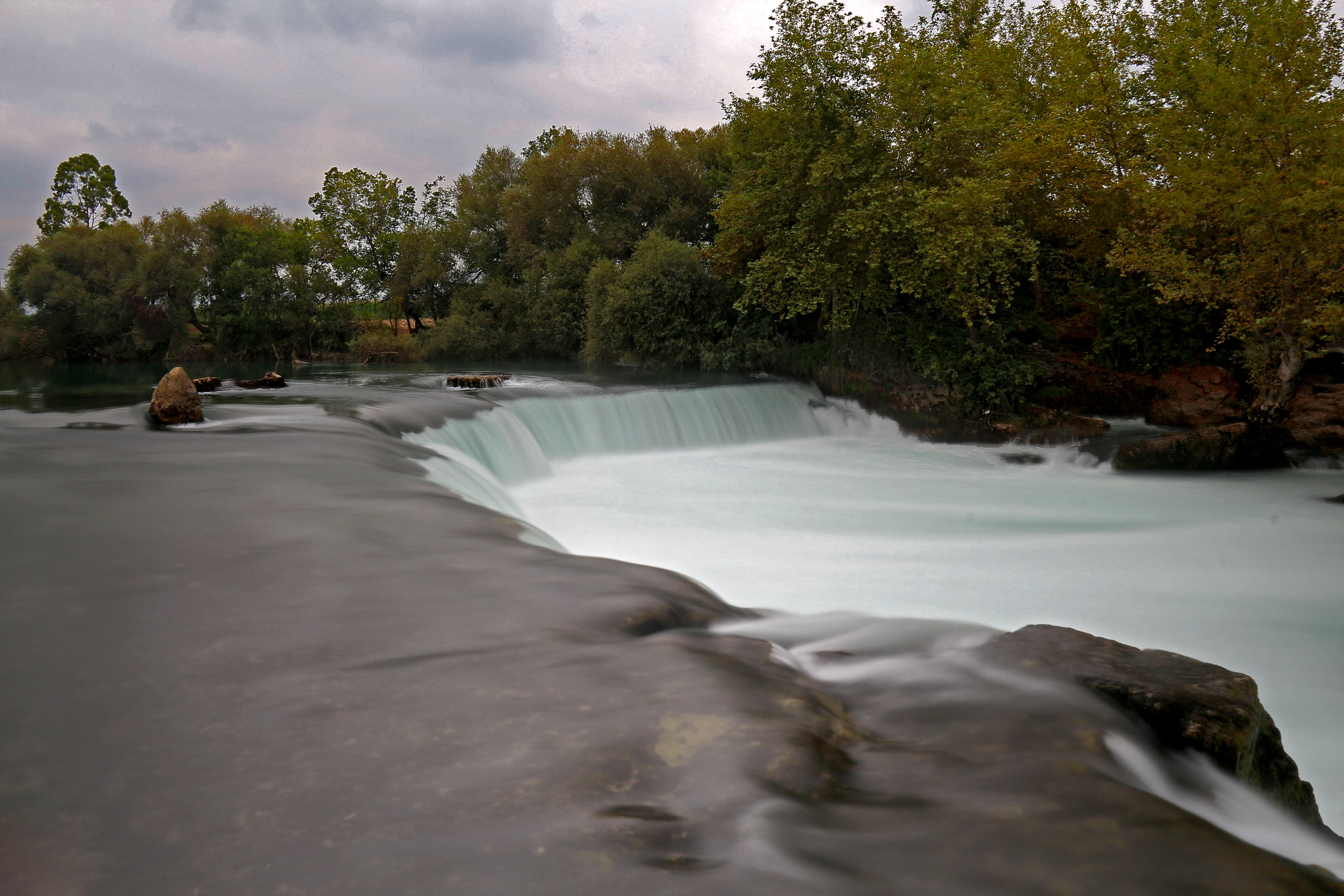
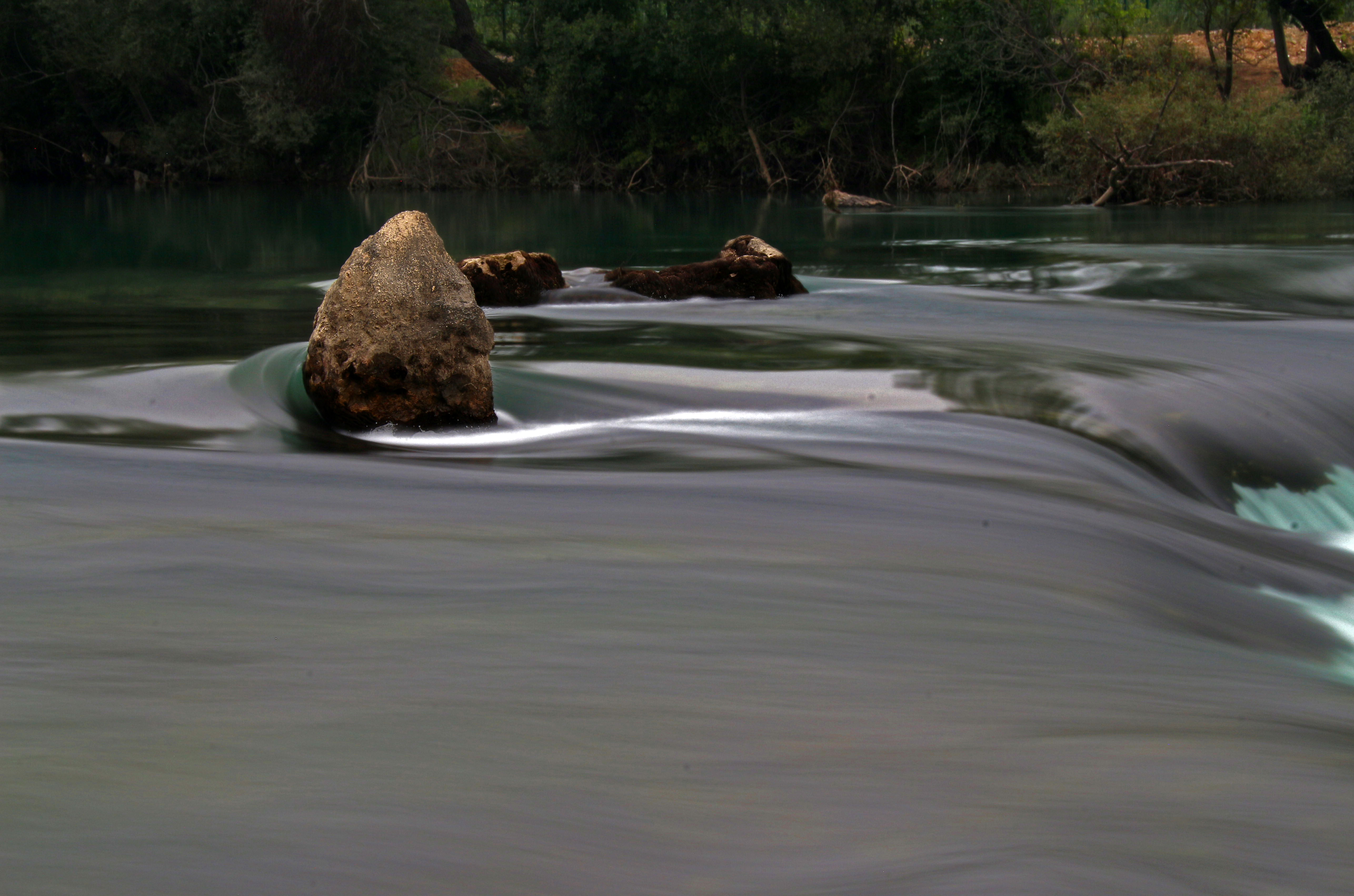
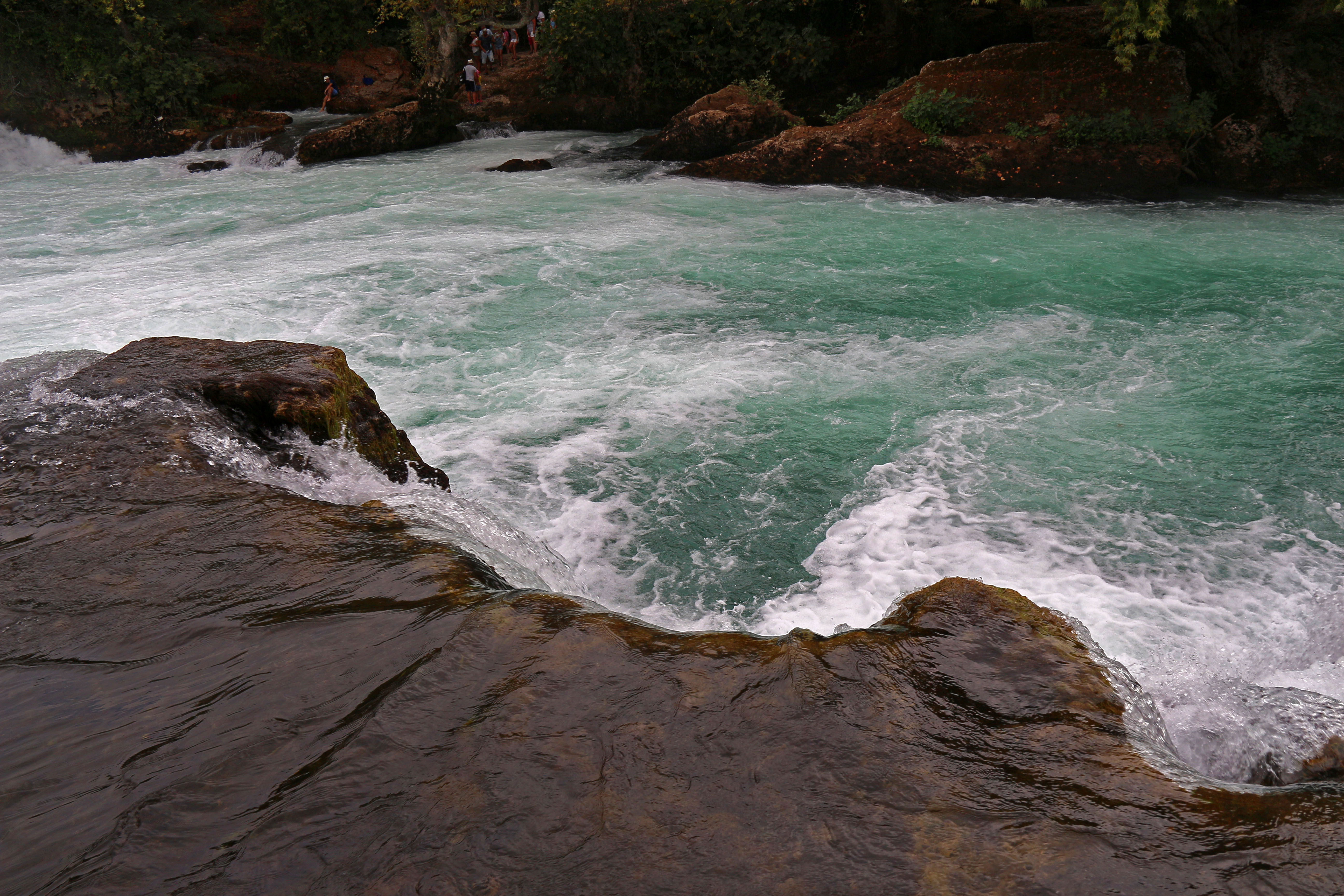
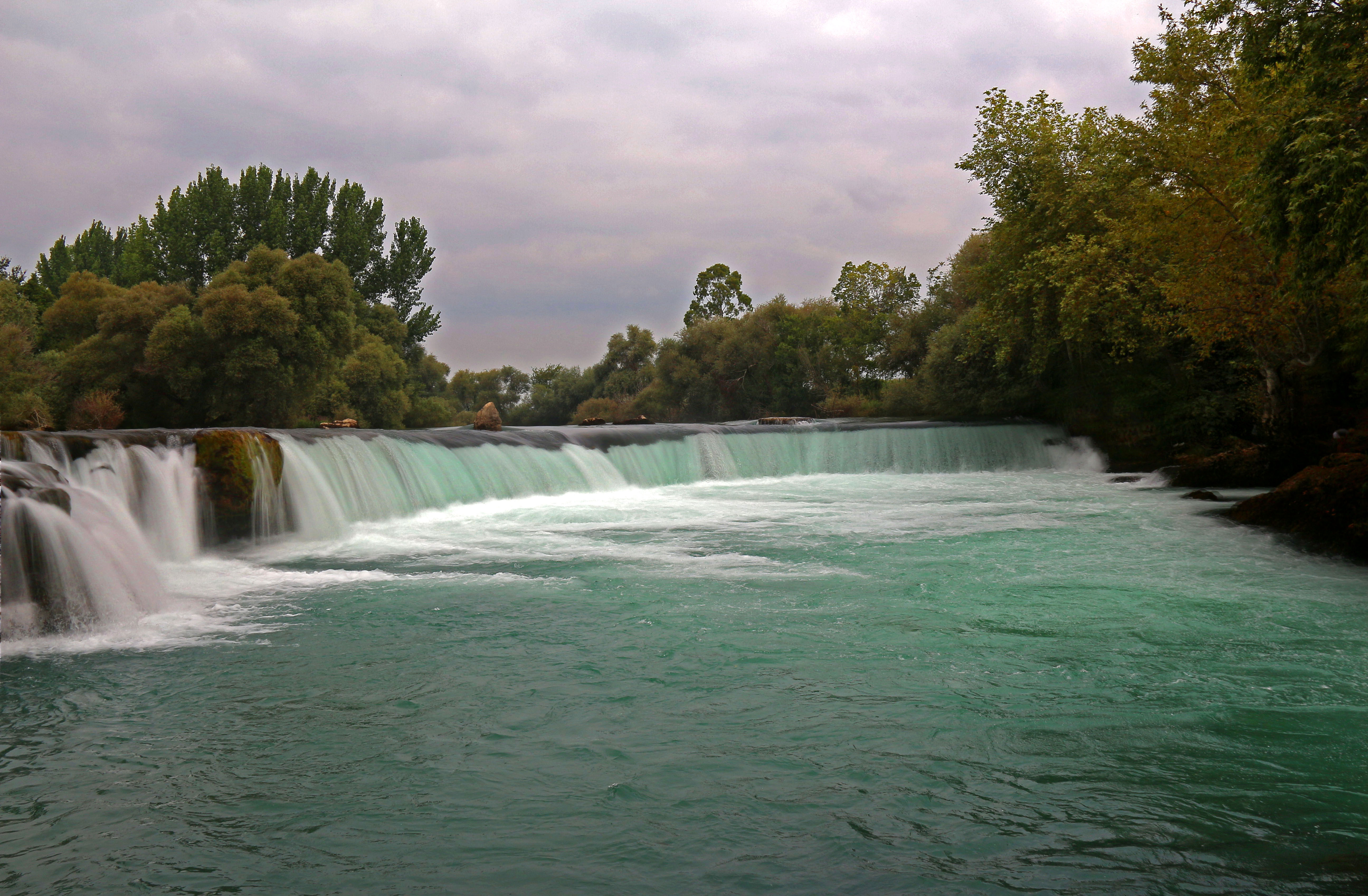
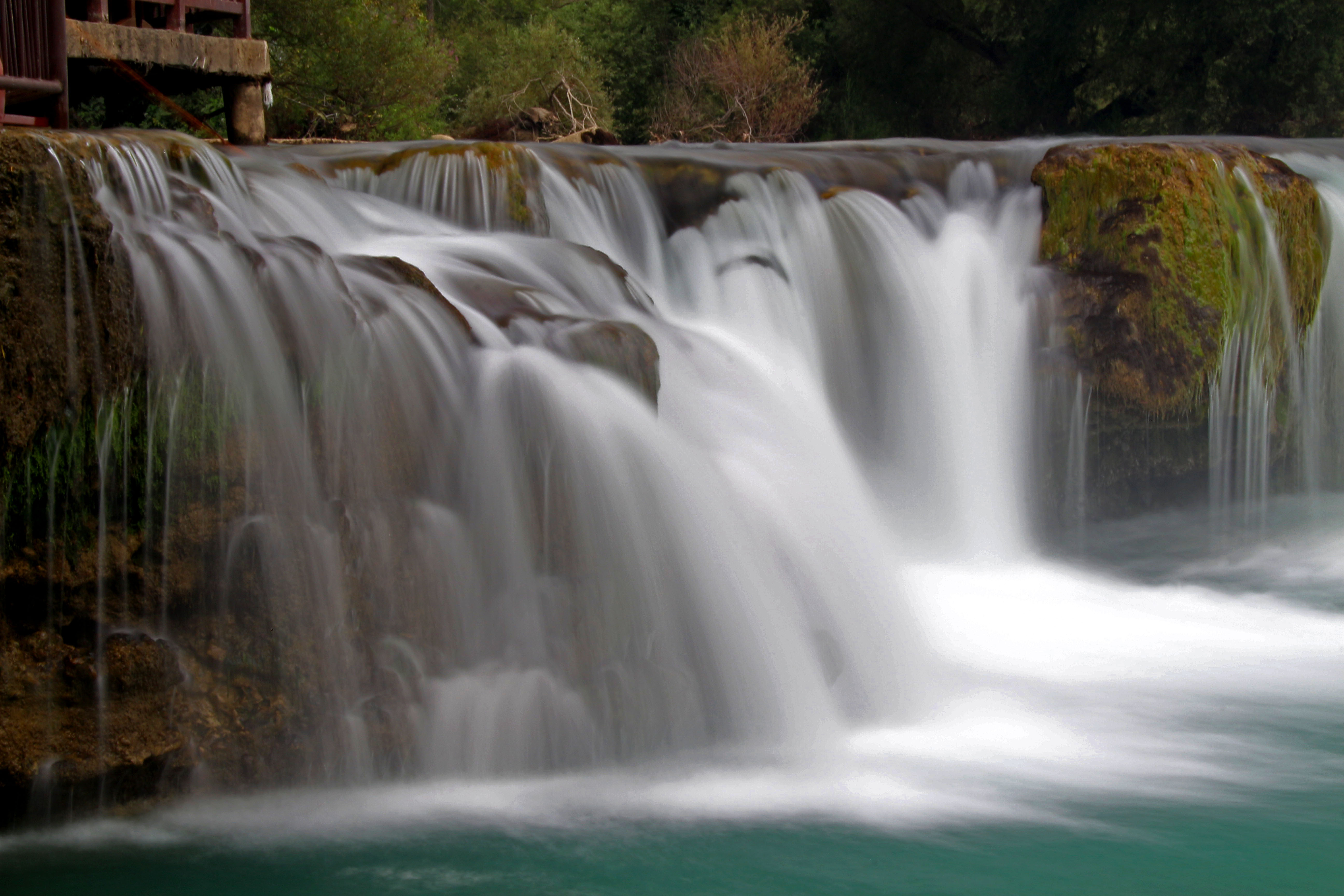
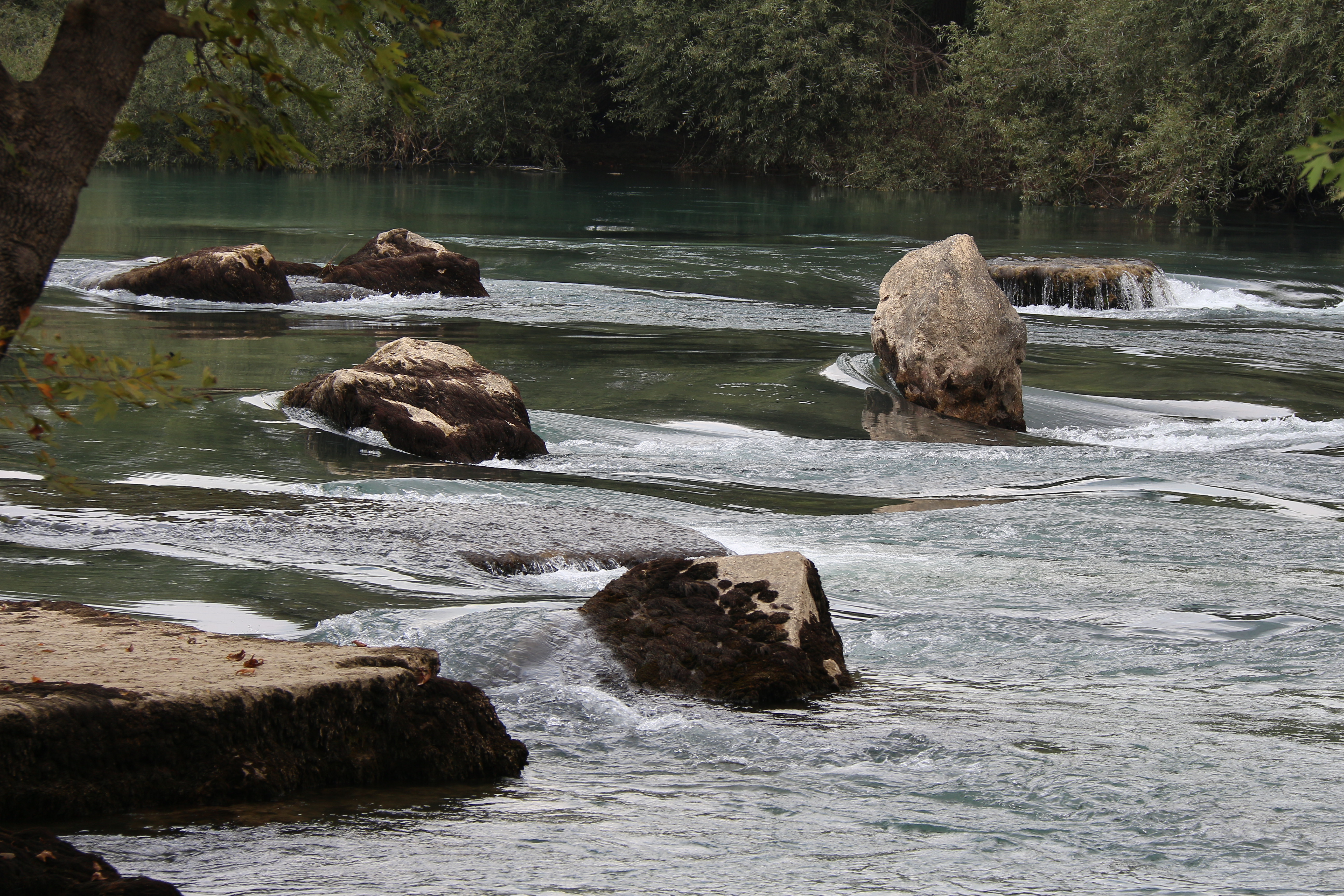

## Fordítás
- Ez a szócikk részben vagy egészben  a   Manavgat Waterfall című angol Wikipédia-szócikk ezen változatának fordításán alapul.  Az eredeti cikk szerkesztőit annak laptörténete sorolja fel. Ez a jelzés csupán a megfogalmazás eredetét és a szerzői jogokat jelzi, nem szolgál a cikkben szereplő információk forrásmegjelöléseként.